# Барбенгеймер

Постер «Барбенгеймер», сделанный Шоном Лонгмором и ставший популярным в сети Твиттер

Барбенгеймер (англ. Barbenheimer; также встречаются варианты Барбигеймер (англ. Barbieheimer), Oppenbarbie и Boppenheimer) — интернет-феномен, связанный с одновременным выходом в прокат художественных фильмов «Барби» и «Оппенгеймер», который состоялся 21 июля 2023 года в США и Канаде. Интернет-мем является контаминацией (смешением) названий двух фильмов. Контраст между фэнтезийной комедией Греты Гервиг о кукле Барби и биографическим триллером Кристофера Нолана о создателе атомной бомбы Роберте Оппенгеймере спровоцировал шутливую реакцию от интернет-сообщества. Сайт Polygon описал два фильма как «крайние противоположности», а сайт Variety назвал этот интернет-феномен «событием года в мире кино».
Одновременный выход двух фильмов связан с маркетинговой стратегией контрпрограммирования (англ. Counterprogramming), когда два жанрово разных фильма выходят в один день для большего охвата нецелевой аудитории. Высказывались предположения, что нужно смотреть эти два фильма в качестве «двойного сеанса» (англ. double feature), а актёры, сыгравшие в обоих фильмах, призывали аудиторию посмотреть их оба в один день. Возникали дискуссии о порядке просмотра фильмов, чаще всего первым должен был идти «Оппенгеймер», а затем «Барби». Оба фильма были очень хорошо приняты критиками.
В мировом прокате фильм «Барби» уже собрал более 1,383 млрд долларов США, став самым кассовым проектом 2023 года и самым кассовым в истории фильмом, который сняла режиссёр-женщина. Также фильм занял 15-е место в списке самых кассовых фильмов за всю историю кинематографа без учёта инфляции.
В свою очередь «Оппенгеймер» в мировом прокате уже собрал 977 миллиона долларов США, став 3-м самым кассовым проектом 2023 года. Также фильм без учёта инфляции стал самым кассовым фильмом о Второй мировой войне, обойдя другой фильм Нолана «Дюнкерк» (2017).

## Предыстория
В сентябре 2021 года режиссёр Кристофер Нолан объявил, что его следующий фильм «Оппенгеймер» выпустит студия Universal Pictures, а не Warner Bros., как все его предыдущие ленты. В следующем месяце компания Universal объявила дату выхода «Оппенгеймера» — 21 июля 2023 года.
Компания Warner Bros. изначально планировала выпустить 21 июля 2023 года анимационный фильм «Койот против Acme», однако в апреле 2022 года было объявлено, что в эту дату компания выпустит фильм «Барби», который будет напрямую соперничать с «Оппенгеймером». Высказывались предположения, что выбранная дата премьеры фильма «Барби» связана с неожиданным разрывом сотрудничества Нолана с Warner Bros. и что Warner Bros. пытается таким образом «отомстить» Нолану.
Согласно некоторым сообщениям, Нолан был «раздражён» из-за решения Warner Bros. поставить премьеру «Барби» в один день с премьерой «Оппенгеймера». Однако в интервью изданию IGN режиссёр сказал, что «летом на здоровом рынке всегда многолюдно», и что «многолюдный рынок [зрителей, пришедших на премьеры в кинотеатры] — это потрясающе».

## Реакции

### Прогнозы кассовых сборов
Ожидалось, что в первый уик-энд «Барби» соберёт 95—125 млн долларов США, а «Оппенгеймер» — 45—50 млн. За две недели до премьеры сеть кинотеатров AMC Theatres объявила, что более 20 тысяч членов AMC Stubs уже сделали предварительный заказ билетов на оба фильма в один день, что на 33 % превысило заказы билетов на два сеанса с 7 по 10 июля. 17 июля стало известно, что предзаказ билетов сделали уже 40 тысяч членов AMC Stubs. По данным сети кинотеатров Vue International, почти пятая часть зрителей, купивших билеты на «Оппенгеймера», также купила билет и на «Барби».

### Реакция киноиндустрии
Том Круз выложил в своём Твиттере фото, где он и режиссёр фильма «Миссия невыполнима: Смертельная расплата, часть 1» Кристофер Маккуорри держат в руках билеты на «Барби» и «Оппенгеймера» с комментарием, что он идёт на «двойной сеанс». Грета Гервиг и Марго Робби поддержали идею Круза, выложив фотографии с билетами на «Оппенгеймера». Круз планирует посмотреть сначала «Оппенгеймера», а потом «Барби». При этом сборы фильма Круза и Маккуорри «Миссия невыполнима: Смертельная расплата, часть 1» из-за успеха фильмов «Барбенгеймера» на второй уик-энд проката в США упали сразу на 64% и составили всего $19,5 млн. По сведениям издания The Hollywood Reporter падение сборов стало худшим в истории киносерии.
Киллиан Мерфи, исполнивший главную роль в «Оппенгеймере», посоветовал зрителям посмотреть оба фильма в один день и заметил: «если это хорошие фильмы, то это пойдёт на пользу кинематографу». На премьерном показе «Барби» в Лондоне Марго Робби заявила, что хочет футболку «Барбенгеймер» с автографом Мерфи.
Квентин Тарантино также посетил оба фильма в один день в кинотеатре Лос-Анджелеса. Очевидцы отметили, что первым режиссёр смотрел «Оппенгеймер», после чего пошёл на «Барби».